# Amenmosze (herceg)
Amenmosze („Ámon gyermeke”) ókori egyiptomi herceg a XVIII. dinasztia idején, I. Thotmesz legidősebb fia és kijelölt örököse, végül azonban már apja halála előtt meghalt.
Feltehetőleg pár évvel apja trónra lépése előtt született. Nem tudni, neki és Uadzsmesz nevű öccsének Ahmesz vagy Mutnofret királyné volt az anyja; előbbi esetben Hatsepszutnak, utóbbi esetben II. Thotmesznek az édestestvére volt.
Uadzsmesszel közös tanítójuk, Paheri el-Kab-i sírjában maradt fenn egy ábrázolása, ezenkívül az övé volt egy kis kőszentély, melynek egy darabja fennmaradt.
Nevét kártusba írta, amint az a XVIII. dinasztia idején néhányszor előfordult trónörökös hercegeknél, annak ellenére, hogy rendszerint csak a fáraó és a királyné(k) írhatták nevüket kártusba.
Tükrözve azt, hogy a fáraó hadvezéri szerepe az újbirodalom idején egyre fontosabbá vált, a királyi hercegeknek is kezdtek katonai címeket adni, Amenmosze volt az első. Ő „A király legidősebb fia” cím mellett viselte a „nagy tábornok” címet is, ami először a középbirodalom idején tűnt fel, és később, a ramesszida korban (XIX.-XX. dinasztia) gyakori címe lett a fontosabb hercegeknek.